# Contourlijn

Contourlijnen in de cartografie

Een contourlijn, countour of isolijn van een functie van twee variabelen is een kromme, waarlangs deze functie een constante waarde heeft. Een niveauverzameling en een isopleet zijn overeenkomstige begrippen. Contourlijnen worden in de cartografie gebruikt om punten van dezelfde hoogte of elevatie boven een gegeven niveau, zoals het zeeniveau, met elkaar te verbinden.
Een contourkaart is een weergave in een vlak van contourlijnen van een functie van twee variabelen, voor een aantal enigszins ronde functiewaarden.
De contourlijnen kunnen het enige zijn dat de kaart toont, met aan de randen schalen voor de waarden van de variabelen, maar ze vormen meestal een aanvulling op bijvoorbeeld een kaart van een gebied op aarde, bijvoorbeeld een topografische kaart. Een contourkaart kan bij een digitale kaart of geografisch informatiesysteem als een laag worden toegevoegd, die aan of uit kan worden gezet. Expliciete waarden van de variabelen van de functie, zoals coördinaten, kunnen worden weergegeven, maar ze zijn dan niet noodzakelijk. Als het dan om de hoogte van het terrein gaat laten de contourlijnen dalen en bergkammen zien en er is te zien hoe steil hellingen zijn.